# Rhadinopsylla heiseri
Rhadinopsylla heiseri är en loppart som först beskrevs av McCoy 1911.  Rhadinopsylla heiseri ingår i släktet Rhadinopsylla och familjen mullvadsloppor. Inga underarter finns listade i Catalogue of Life.